# Mazarambroz
Mazarambroz es un municipio y localidad española de la provincia de Toledo, en la comunidad autónoma de Castilla-La Mancha. El término municipal tiene una población de 1270 habitantes (INE 2024).

## Toponimia
El término Mazarambroz se deriva del árabe manzil'Amrus, término compuesto por manzil, 'parador' que a su vez deriva del latín MANSIO, y del genitivo Amrus, hipocorístico de 'Amr, un nombre personal árabe.
Existe el error de derivar el apelativo manzil a partir del término ma'sar, 'molino o lagar', por lo que erróneamente se indica en algunas fuentes que Mazarambroz procede de una alquería árabe denominada Molino de Amrús, cuando en realidad sería Parador de Amrús.

## Geografía
El municipio se encuentra situado «en terreno llano». Pertenece a la comarca de los Montes de Toledo y linda con los términos municipales de Casasbuenas y Layos al norte, Ajofrín y Sonseca al este, Marjaliza y Retuerta del Bullaque al sur y Las Ventas con Peña Aguilera, Pulgar y Noez al oeste, todos de Toledo excepto Retuerta del Bullaque que pertenece a Ciudad Real. 
El terreno es llano de buena calidad. Comprende la dehesa del Castañar, la Alamedilla, la Alcantarilla, las Higueruelas y el despoblado de San Martín de la Enontina. Por el término transcurre, de sur a norte, el arroyo de Guajaraz que desemboca en el Tajo.

## Historia

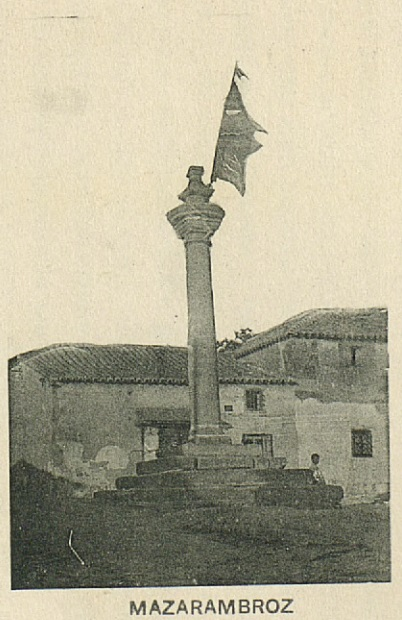
Rollo jurisdiccional

Fue una antigua ciudad romana llamada "Monterrosas" en la provincia Tarraconense. Tras la reconquista se construyó a finales del siglo XIV la atalaya conocida por El Castillo, para defender su naciente repoblación cristiana. Aparece por primera vez citado como Manzel Amrus en un documento de venta en 1238.
La ciudad de Toledo tendría sobre el municipio una serie de privilegios, que se dan a partir de 1259 por Alfonso XI y continuarían hasta tiempos de los Reyes Católicos. En 1399 aparece nuevamente citado Mazarambroz en un documento de Enrique III donde se señalan las cantidades que los diferentes pueblos de Toledo Y Madrid deben pagar.
A mediados del siglo XIX tenía 200 casas y el presupuesto municipal ascendía a 11 746 reales de los cuales 2200 eran para pagar al secretario. Tenía por entonces contabilizada una población de 1568 habitantes. La villa aparece descrita el decimoprimer volumen del Diccionario geográfico-estadístico-histórico de España y sus posesiones de Ultramar de Pascual Madoz de la siguiente manera:

MAZARAMBROZ: v. con ayunt. en la prov. y dióc. de Toledo (3 leg.), part. jud. de Orgáz (2), aud. terr. de Madrid (15), c. g. de Castilla la Nueva. sit. en terreno llano al S. de la cap.; es de clima templado, reinan los vientos del O. y se padecen intermitentes. Tiene 200 casas, la de ayunt., cárcel, escuela de niños dotada con 700 rs., á la que asisten 60; igl. parr. (la Asuncion) con curato de entrada y provision ordinaria; un oratorio de propiedad particular, y en los afueras una ermita con el título de San Francisco: se surte de aguas potables en pozos que la tienen de buena calidad. Confina el térm. por N. con Layos; E. Sonseca; S. Orgáz; O. Menasalbas, y comprende la deh. del Castañar, de pasto, labor y monte; la Alamedilla y la Alcantarilla de pasto y labor; las Higueruelas y el desp. de San Martin de la Enontiña. El terreno es llano, de buena calidad, sin rios que le bañen, pero abundante de aguas. Los caminos vecinales. El correo se recibe en Toledo por propio 2 veces á la semana. prod.: trigo, cebada, garbanzos, centeno, vino y aceite; se mantiene añado vacuno y lanar. ind.: el carboneo. pobl.: 362 vec., 1,568 alm. cap. prod.: 2.027,780 rs. imp.: 55,704. contr.: segun el cálculo oficial de la prov. 74'48 por 100. presupuesto municipal: 11,746, del que se pagan 2,200 al secretario por su dotacion, y se cubre con 3,221 por ingresos de propios y el resto por reparto vecinal.
(Madoz, 1848, p. 319)

## Demografía
Cuenta con una población de 1270 habitantes (INE 2024).
| Gráfica de evolución demográfica de Mazarambroz entre 1842 y 2021                                                     |
| |
| Población de derecho según los censos de población del INE. Población de hecho según los censos de población del INE. |

| 1200                      | 1210 | 1208 | 1221 | 1220 | 1219 | 1272 | 1302 | 1317 | 1314 |
| (Fuente: INE [Consultar]) |      |      |      |      |      |      |      |      |      |

NOTA: La cifra de 1996 está referida a 1 de mayo y el resto a 1 de enero.

## Economía
Su principal actividad económica se basa en la agricultura. La gran cantidad de olivares producen un notable aceite con denominación de origen Montes de Toledo, distribuido por la cooperativa del mismo nombre.

## Administración
| Periodo   | Nombre                        | Partido   |
| --------- | ----------------------------- | --------- |
| 1979-1983 | Felipe García Sánchez         | PSOE      |
| 1983-1987 | Blas Felipe Fernández Sánchez | AP/PDP/UL |
| 1987-1991 | Blas Felipe Fernández Sánchez | PP        |
| 1991-1995 | Felipe García Sánchez         | PSOE      |
| 1995-1999 | Blas Felipe Fernández Sánchez | PP        |
| 1999-2003 | Blas Felipe Fernández Sánchez | PP        |
| 2003-2007 | Blas Felipe Fernández Sánchez | PP        |
| 2007-2011 | Blas Felipe Fernández Sánchez | PP        |
| 2011-2015 | Juan Carlos Martín Aparicio   | PP        |
| 2015-2019 | José Manuel Martín Aparicio   | PSOE      |
| 2019-2023 | José Manuel Martín Aparicio   | PSOE      |
| 2023-act. | José Manuel Martín Aparicio   | PSOE      |

## Patrimonio

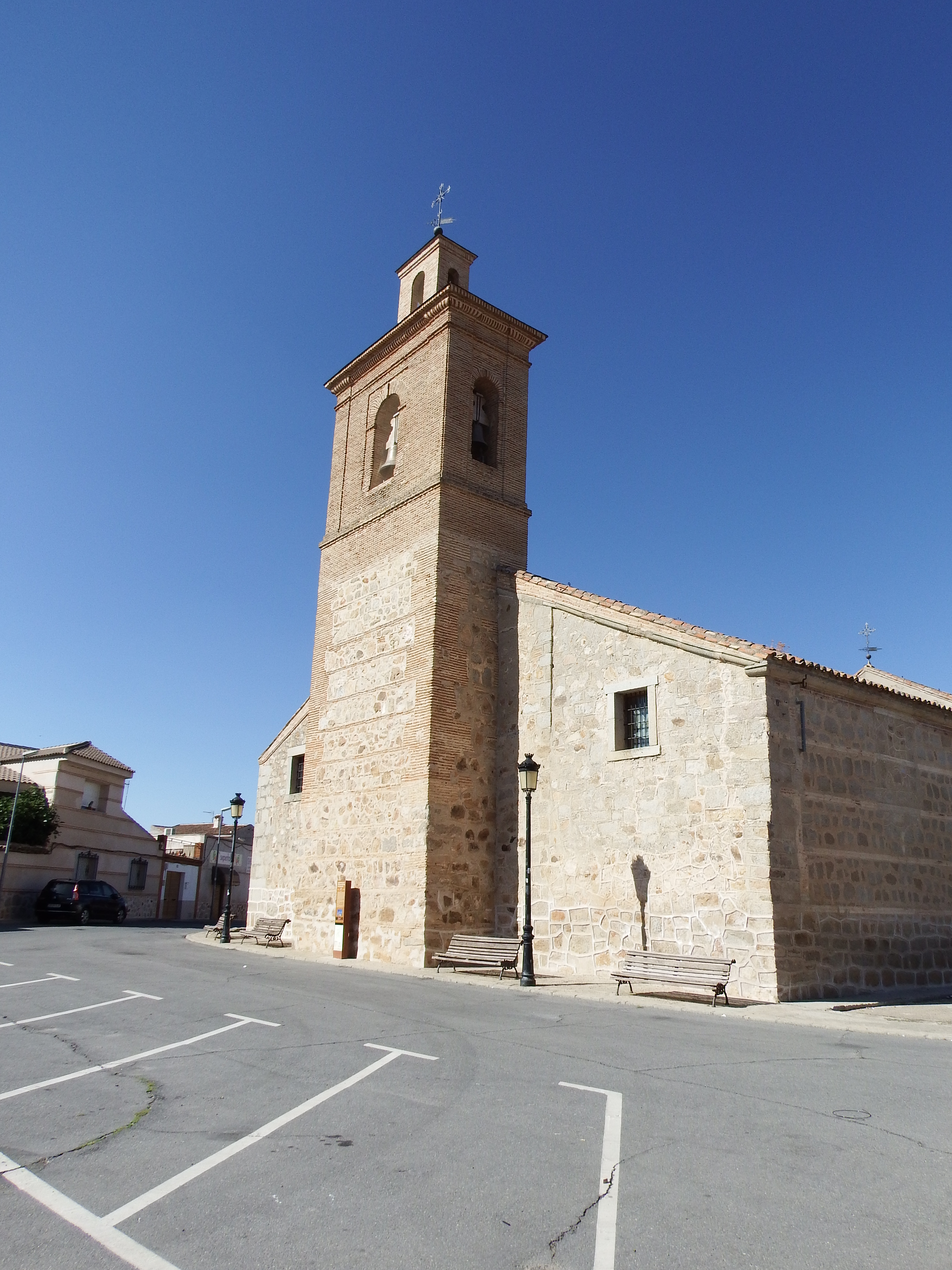
Iglesia de Nuestra Señora de la Asunción

- Iglesia Parroquial de Ntra. Sra. de la Asunción:[4] construcción del siglo XVI con artesonados mudéjares.
- Ermita de San Francisco.
- El Castillo: torre de vigilancia del siglo XIV.
- Casa consistorial: de origen medieval.
- Rollo de justicia: del siglo XVI.
- Palacio de El Castañar: situado en la finca del mismo nombre, construido a principios del siglo XX.
- La Alcantarilla: restos de una presa en el Guajaraz que pudo ser construida en el siglo I.

## Fiestas
La mayoría de las celebraciones son festividades religiosas que atraen al turismo cristiano:
- 17 de enero: Día de San Antón se bendicen los animales: se dan tres vueltas a la iglesia y se toma un chocolate.
- El fin de semana antes del comienzo de la Cuaresma se celebran los carnavales.
- Semana Santa se celebra con actos litúrgicos y procesiones culminando el Domingo de Resurrección.
- 19 de marzo: romería en honor de san José.
- 15 de mayo: San Isidro Labrador se celebra con una misa con posterior procesión en la que se bendicen los campos del pueblo. Después se ofrece un refresco.
- Primer fin de semana de mayo: fiesta chica o de la Cruz de Mayo, en honor al Santísimo Cristo de la Misericordia. Las fiestas comienzan el primer viernes de mayo es el día de las vísperas, el sábado el día grande por la mañana la misa y un refresco y por la tarde la procesión por las calles del pueblo con el Cristo de la Misericordia. Al día siguiente el ayuntamiento ofrece a todo el pueblo una comida popular.
- Corpus Cristi: en la que las calles se llenan de colorido y se engalanan con flores, reposteros, altares improvisados y estandartes.
- 15 de agosto: fiestas Patronales en honor a la Virgen del Sagrario. Días antes del 15 de agosto se celebra la semana cultural. Las fiestas empiezan el 14 de agosto con las vísperas y los fuegos artificiales a la medida noche seguidos de una verbena. El día 15 a las 12:00 de la mañana es la misa en honor a la Virgen y a continuación se ofrece un refresco luego ya por la tarde noche es la procesión por las calles del pueblo de la Virgen del Sagrario. Ocho días después se celebra la octava y con la misa, procesión y fuegos artificiales se acaban las fiestas.